# Juan Gaetano
Pour les articles homonymes, voir Gaetano.
Juan Gaetano est un navigateur espagnol du XVIe siècle. 
Il aurait découvert, 200 ans avant James Cook, en 1555, les îles Hawaï,. 

## Biographie
Plusieurs études réfutent cette théorie, qu'elles ne jugent pas crédible,. Pourtant Gaetano peut être arrivé par hasard dans les îles hawaïennes avant Cook, lors d'une mission dirigée par Ruy López de Villalobos.
Villalobos, commandant une flotte de six navires, a quitté Acapulco en 1542, avec Gaetano comme pilote. Les récits de Gaetano semblent décrire Hawaï ou les Îles Marshall, selon la façon dont ils sont interprétés. La flotte se dirige vers les Moluques. Ils découvrent les îles de Santo Tomé et San Benito, Roca Partida, l'Archipiélago del Coral, Los Jardines, Palaos, Luçon, avant de revenir en Espagne. Gaetano publie alors un récit de ce voyage.
En 1565, Andrés de Urdaneta établit une route pour permettre aux galions de Manille de naviguer régulièrement entre le Mexique et les Philippines. Cette route est gardée secrète pour protéger les navires espagnols des pirates anglais et hollandais. En raison de ce secret, la découverte d'Hawaï, sur la route, est restée inconnue. De plus, d'après les écrits de Gaetano, les îles hawaïennes ne montraient aucune trace d'or ou d'argent, de sorte que les Espagnols ignoraient leur existence.
Selon ces théories, les archives espagnoles contiennent une carte qui représente certaines îles à la latitude d'Hawaï, mais à une longitude décalée de 10 degrés vers l'est. Dans le manuscrit, l'île de Maui est appelée La Desgradiada, et ce qui semble être l'île d'Hawaï est répertoriée comme La Mesa. Les îles de Kahoolawe, Lanai et Molokai sont citées comme Los Monjes. Le débat sur la question de savoir si les Espagnols ont visité Hawaï au XVIe siècle se poursuit ainsi de nos jours avec des chercheurs tels que Richard W. Rogers à la recherche de preuves d'épaves espagnoles dans la région,.

## Hommage
La Spadella gaetanoi a été nommée en son honneur.